# Маланті Чіфс
«Маланті Чіфс» — свазілендський футбольний клуб, який базується у місті Піґґс Пік.

## Історія
Футбольний клуб «Маланті Чіфс» був заснований в місті Піґґс Пік та жодного разу не ставав чемпіоном Прем'єр-ліги, але 1 разу став переможцем Кубку Свазіленду та ще двічі був його фіналістом.
У 2009 році футбольний клуб «Маланті Чіфс» взяв участь в Кубку конфедерації КАФ, де клуб поступився у першому раунді клубу з Демократичної Республіки Конго Віта (Кіншаса).

## Досягнення
- Кубок Свазіленду з футболу‎:
  -  Володар (1): 2008
  -  Фіналіст (2): 2005, 2006

- Другий дивізіон чемпіонату Свазіленду
  -  Чемпіон (2): 2005, 2008

## Статистика виступів на континентальних турнірах КАФ
| Сезон | Турнір                 | Раунд      | Клуб                | Вдома | На виїзді | Загалом |
| ----- | ---------------------- | ---------- | ------------------- | ----- | --------- | ------- |
| 2009  | Кубок конфедерації КАФ | Попередній | Атлетіку Мусульману | 5-1   | 0-1       | 5-2     |
| 2009  | Кубок конфедерації КАФ | 1          | Віта (Кіншаса)      | 1-3   | 0-3       | 1-6     |